# Denso Kasius
Denso Kasius, né le 6 octobre 2002 à Delft aux Pays-Bas, est un footballeur néerlandais qui évolue au poste d'arrière droit à AZ Alkmaar.

## Biographie

### Débuts aux Pays-Bas
Né à Delft aux Pays-Bas, Denso Kasius est notamment issu de l'académie du Feyenoord Rotterdam avant de rejoindre l'ADO La Haye, puis de poursuivre sa formation au FC Utrecht, qu'il rejoint en 2018 à l'âge de 15 ans. Il signe alors un contrat de deux ans plus une année en option. Le 16 décembre 2019, Kasius prolonge son contrat avec Utrecht jusqu'en juin 2023.
Il fait ses débuts en professionnel avec l'équipe réserve, le Jong FC Utrecht, qui évolue alors en deuxième division néerlandaise, jouant son premier match lors d'une rencontre de championnat face au Roda JC le 20 janvier 2020. Il entre en jeu à la place de Sylian Mokono (en) et son équipe l'emporte par deux buts à un.
Le 20 janvier 2021, Denso Kasius est prêté au FC Volendam pour une saison et demie. Quatre jours plus tard il joue son premier match pour Volendam, contre De Graafschap, en championnat. Il est titularisé et délivre une passe décisive pour Martijn Kaars (en) mais son équipe s'incline par quatre buts à un.

### Bologne FC
Le 30 janvier 2022, lors du mercato hivernal, Denso Kasius s'engage en faveur du Bologne FC. Il signe un contrat courant jusqu'en juin 2026. Le transfert est estimé à environ trois millions d'euros. Ce transfert fait de lui le cinquième joueur néerlandais de l'histoire du Bologne FC.
Il joue son premier match sous ses nouvelles couleurs le 6 février 2022, lors d'une rencontre de Serie A contre l'Empoli FC où il entre en jeu à la place de Lorenzo De Silvestri (0-0 score final). Kasius connait sa première titularisation le 1er mai 2022, contre l'AS Roma, en championnat. Les deux équipes se neutralisent ce jour-là (0-0 score final),.

### Rapid Vienne
Le 26 janvier 2023, Denso Kasius est prêté jusqu'à la fin de la saison au Rapid Vienne,.

### AZ Alkmaar
Le 3 juillet 2023, Denso Kasius quitte définitivement le Bologne FC pour s'engager en faveur de l'AZ Alkmaar. Il signe un contrat courant jusqu'en juin 2027.
Il joue son premier match pour l'AZ le 17 août 2023, lors d'une rencontre qualificative pour la Ligue Europa Conférence 2023-2024 face au FC Santa Coloma. Il entre en jeu à la place de David Møller Wolfe et son équipe l'emporte par deux buts à zéro.

### En sélection
Denso Kasius joue son premier match avec l'équipe des Pays-Bas espoirs le 3 juin 2022, face à la Moldavie. Il entre en jeu à la place de Milan van Ewijk et son équipe s'impose par trois buts à zéro,.